# 阿尔弗雷德·爱德华兹
阿尔弗雷德·爱德华兹(Alfred Edwards，生卒年不詳)，英國人，乃意大利大球會AC米蘭的創辦人。 
阿尔弗雷德·爱德华兹是工程師，在意大利的倍耐力公司工作，也曾任英国驻米兰副领事。1899年他和赫伯特·吉尔平共同创立了意大利米兰板球与足球俱乐部（后来的AC米兰），并当选首任俱乐部主席。